# Цветопроба
Цветопроба — изображение, служащее образцом для воспроизведения цвета при тиражировании печатного материала. Является одним из важных инструментов для обеспечения качества цветовоспроизведения в полиграфии наряду с денситометрическим и колориметрическим контролем.
В более широком смысле цветопробой можно назвать любое изображение, которое заказчик печати считает образцом цвета: отпечаток на принтере или оригинал фотографии, даже образец товара для каталога, однако, печатник редко сможет «попасть» в предложенное изображение, если при его подготовке не были учтены реалии печатного процесса: используемая бумага и краска, особенности печатной машины и допечатной подготовки.
В узком смысле цветопроба — специально подготовленное изображение, полученное с использованием специализированного цветопробного оборудования. Это может быть пробопечатный станок, аналоговая цветопроба, цифровая цветопроба или экранная цветопроба. Каждый из них имеет свои преимущества и недостатки, но в большинстве случаев сегодня оптимальной признают цифровую цветопробу.

## Пробопечатный станок
Теоретически, лучший способ получить контрольное изображение для последующей печати. При этом используются настоящие печатные формы, настоящая бумага и краска. Можно проконтролировать появление муара, так как воспроизводится растровая структура изображения. Однако, этот метод может не учитывать особенности работы различных печатных машин, температуру и влажность в типографии. Кроме того, это — самый дорогой способ и оправдан только для изданий с очень большими тиражами.

## Аналоговая цветопроба
Выполняется на специальном (и весьма дорогом) оборудовании. Исходные материалы — цветоделённые плёнки. При этом на специальный носитель поочерёдно наносятся краски цветов CMYK. Этот способ также позволяет выявить проблемы с муаром, так как воспроизводит растровую структуру. Теоретически, аналоговая цветопроба является менее гибкой, нежели цифровая.
Аналоговая цветопроба кардинальным образом зависит от умения настраивающего её конкретного человека, правильности его действий и точности приборов.
Аналоговая цветопроба делится на «сухую» и «мокрую».
- «Сухая» цветопроба:
  - оборудование: ламинатор, экспонирующая установка, колондрирующие (разогревающие) валики;
  - материалы: бумага — хромалит (основа), светочувствительная плёнка, тонер (пигмент) 4-х цветов (CMYK).
- «Мокрая» цветопроба:
  - оборудование: ламинатор, экспонирующая установка, проявляющая установка, сушка;
  - материалы: светочувствительная плёнка (основа) 4-х цветов (CMYK).

## Цифровая цветопроба
Производится с использованием печатающих устройств как специально произведённых для этой цели в составе цветопробных комплексов, так и с использованием качественных струйных принтеров. На базе таких устройств, как принтеры серии Canon iPF PRO или Epson Stylus Pro, производят даже коммерческие цветопробные системы. Главное преимущество таких систем — относительно невысокая цена, хотя они и не обеспечивают качества печати, необходимого для воспроизведения растровой точки.
Изготовление цифровой цветопробы подразумевает построение профиля печатного процесса и профиля печатного устройства для изготовления цветопробы. Для расчёта профилей применяется специальное программное обеспечение (например, GretagMacbeth или X-Rite), которое анализирует массив данных колориметрических измерений тестовых отпечатков, созданный спектрофотометрами (наиболее распространены спектрофотометры тех же фирм).
Цифровая цветопроба — наиболее гибкий инструмент, так как может учитывать любые особенности печати конкретного полиграфического производства. Главными условиями её применения в таком случае становится высокая повторяемость результата на печатной машине и неизменность результата со временем.

## Экранная цветопроба
В данном случае образцом изображения служит «картинка» на экране компьютерного монитора. Это может быть обычный профессиональный откалиброванный монитор или специализированная коммерческая система для экранной цветопробы. Главное преимущество — оперативность и невысокая цена за каждое использование. Недостаток состоит в том, что психологически изображение на отпечатке (в отражённом свете) и самосветящееся изображение на мониторе воспринимаются человеком по-разному. Для использования таких систем печатник должен обладать специальными навыками.